# Barcelona Open Banco Sabadell 2017
Barcelona Open Banco Sabadell 2017 — тенісний турнір, що проходив на ґрунтових кортах у місті Барселона, Іспанія з 24 квітня. Належав до категорії ATP 500, був турніром серії Відкритий чемпіонат Барселони з тенісу 2017 року.

## Фінальна частина

### Одиночний розряд
Рафаель Надаль —  Домінік Тім 6–4, 6–1

### Парний розряд
Флорін Мерджа /  Айсам-уль-Хак Куреші —  Філіпп Пецшнер /  Александер Пея 6–4, 6–3